# Sam Weissborn
Tristan-Samuel Weissborn (24 de octubre de 1991) es un jugador de tenis austríaco.
Weissborn su mayor ranking en individual fue 503 alcanzado el 22 de julio de 2013. Su mayor ranking en dobles fue 77 alcanzado el 1 de mayo de 2017. Weissborn ha ganado uno ITF título de sencillos y 23 dobles títulos ITF.
Weissborn ganó su primer título  ATP Challenger en el Sparkassen ATP Challenger 2015, asociado con Maximilian Neuchrist.

## Títulos ATP (0; 0+0)

### Dobles (0)
| Leyenda                         |
| Grand Slam (0)                  |
| ATP World Tour Finals (0)       |
| ATP World Tour Masters 1000 (0) |
| ATP World Tour 500 (0)          |
| ATP World Tour 250 (0)          |

#### Finalista (3)
| N.º | Fecha                | Torneo      | Superficie    | Pareja          | Oponentes en la final            | Resultado           |
| --- | -------------------- | ----------- | ------------- | --------------- | -------------------------------- | ------------------- |
| 1.  | 6 de febrero de 2022 | Córdoba     | Tierra batida | Andrej Martin   | Santiago González Andrés Molteni | 5-7, 3-6            |
| 2.  | 16 de abril de 2023  | Montecarlo  | Tierra batida | Romain Arneodo  | Ivan Dodig Austin Krajicek       | 0-6, 6-4, [12-14]   |
| 3.  | 4 de febrero de 2024 | Montpellier | Dura (i)      | Albano Olivetti | Sadio Doumbia Fabien Reboul      | 7-6(5), 4-6, [6-10] |

## Títulos Challenger
| Leyenda               | Individuales | Dobles |
| --------------------- | ------------ | ------ |
| ATP Challenger Series | 0            | 10     |

### Dobles (10)
| N.º | Fecha      | Torneos                    | Superficie    | Pareja               | Oponentes                    | Resultado              |
| --- | ---------- | -------------------------- | ------------- | -------------------- | ---------------------------- | ---------------------- |
| 1.  | 15.11.2015 | Challenger de Ortisei      | Dura (i)      | Maximilian Neuchrist | Nikola Mektić Antonio Šančić | 7-6(7), 6-3            |
| 2.  | 01.05.2016 | Challenger de Ostrava      | Tierra batida | Sander Arends        | Lukáš Dlouhý Hans Podlipnik  | 7-6(8), 6-7(4), [10-5] |
| 3.  | 15.05.2016 | Challenger de Heilbronn    | Tierra batida | Sander Arends        | Nikola Mektić Antonio Šančić | 6-3, 6-4               |
| 4.  | 12.02.2017 | Challenger de Budapest     | Dura (i)      | Dino Marcan          | Blaž Kavčič Franko Škugor    | 6-3, 3-6, [16-14]      |
| 5.  | 30.04.2017 | Challenger de Anning       | Tierra batida | Dino Marcan          | Steven De Waard Blaž Kavčič  | 5-7, 6-3, [10-7]       |
| 6.  | 29.07.2017 | Challenger de Praga        | Tierra batida | Jan Šátral           | Gero Kretschmer Andreas Mies | 6-3, 5-7, [10-3]       |
| 7.  | 21.01.2018 | Challenger de Koblenz      | Dura (i)      | Romain Arneodo       | Sander Arends Antonio Šančić | 6-7, 7-5, [10-6]       |
| 8.  | 18.02.2018 | Challenger de Cherburgo    | Dura (i)      | Romain Arneodo       | Antonio Šančić Ken Skupski   | 6-3, 1-6, [4-10]       |
| 9.  | 31.03.2018 | Challenger de Saint-Brieuc | Dura (i)      | Sander Arends        | Luke Bambridge Joe Salisbury | 4-6, 6-1, [10-7]       |
| 10. | 27.01.2019 | Challenger de Rennes       | Dura (i)      | Sander Arends        | David Pel Antonio Šančić     | 6-4, 6-4               |

#### Finalista (8)
| N.º | Fecha      | Torneos                 | Superficie    | Pareja         | Oponentes                          | Resultado              |
| --- | ---------- | ----------------------- | ------------- | -------------- | ---------------------------------- | ---------------------- |
| 1.  | 07.05.2016 | Challenger de Roma      | Tierra batida | Sander Arends  | Bai Yan Li Zhe                     | 3-6, 6-3, [9-11]       |
| 2.  | 05.06.2016 | Challenger de Fürth     | Tierra batida | Andrej Martin  | Facundo Argüello Roberto Maytín    | 3-6, 4-6               |
| 3.  | 19.02.2017 | Challenger de Cherburgo | Dura (i)      | Dino Marcan    | Roman Jebavý Igor Zelenay          | 6-7(4), 7-6(4), [6-10] |
| 4.  | 25.02.2017 | Challenger de Bérgamo   | Dura (i)      | Dino Marcan    | Julian Knowle Adil Shamasdin       | 3-6, 3-6               |
| 5.  | 03.06.2017 | Challenger de Vicenza   | Tierra batida | Sekou Bangoura | Gero Kretschmer Alexander Satschko | 4-6, 6-7               |
| 6.  | 24.06.2017 | Challenger de Poprad    | Tierra batida | Luca Margaroli | Mateusz Kowalczyk Andreas Mies     | 3-6, 6-7(3)            |
| 7.  | 19.11.2017 | Challenger de Brescia   | Moqueta       | Luca Margaroli | Sander Arends Sander Gillé         | 2-6, 3-6               |
| 8.  | 30.09.2018 | Challenger de Orléans   | Dura (i)      | Yannick Maden  | Luke Bambridge Jonny O'Mara        | 2-6, 4-6               |